# The Morning Post
The Morning Post var en konservativ brittisk dagstidning, utgiven 1772-1937.
Tidningen grundades i London i november 1772 under namnet Morning Post and Daily adertiser, i början med H. Bate som redaktör närmast ett skandalblad. Daniel Stuart redaktör från 1795 gav The Morning Post ett stort uppsving med medarbetare som Charles Lamb, Robert Southey och Samuel Taylor Coleridge. Efter att från omkring 1820 närmas ha varit en damtidning, återfick den på 1850-talet politiskt anseende, genom att försvara Palmerston. The Morning Post kom att bli högadelns speciella organ, men förkärlek för societetsnytt. Den var strängt konservativ och särskilt intresserad av hovet, kyrkan, armén och flottan.
1937 köptes tidningen upp av The Daily Telegraph varpå The Morning Post upphörde som egen dagstidning. Howell Arthur Gwynne blev från 1911 tidningens sista huvudredaktör.